# Румънска комунистическа партия
Румънската комунистическа партия (на румънски: Partidul Comunist Român) е румънска комунистическа политическа партия, която наследява болшевишкото крило на Румънската социалистическа партия. Изгражда идеологическите основи, върху които е положена комунистическата революция и оттеглянето от Велика Румъния.
РКП е малка и нелегална групировка през голяма част от периода между двете световни войни и е подложена на пряк контрол от Коминтерна. През 30-те години повечето от активистите ѝ са вкарани в затвора или бягат в Съветския съюз, което води до промяна на аудиторията на нейната идеологичвска работа като вместо румънските работници, партията става защитник на потиснатите от румънската чокойска колонизация малцинства в Румъния – главно българите в Добруджа, като те са основни нейни кадри заедно с няколко румънци от групата на Георге Георгиу-Деж, докато СССР и съветската ВКП (б) на Сталин въобще не пожелава да контактува и подкрепя вътрешните в Румъния комунистически кръгове, дори заявява, че не счита да контактува с който и да е било в Румъния. Това по-късно е причина на създаването на отделни и съперничещи си фракции до 50-те години. В годините на Втората световна война, и особено след 1943 г. когато се очертава съветската победа във войната Сталин залага на етническите румънци в Украйна като основа на формиране на румънските комунистически кадри, които трябва да поемат след войната властта в Румъния, вече за която е решено че ще е в бъдещия блок от държави под доминацията на СССР. В СССР е формиран доброволчески батальон от румънски военнопленници в състава на съветската армия заловени като войници и някои офицери на 3-та румънска армия разбита при Сталинград „Тудор Владимиреску“, които членове са и комунисти, но има лица нямащи нищо общо с комунистическата идея, които също след съветската победа се присъединяват към батальона.
Комунистическата партия излиза на преден план в румънската политика през август 1944 година, когато участва в кралския преврат, който събаря пронацисткото правителство на Йон Антонеску. Но въпреки това СССР и Сталин не се доверяват на вътрешните румънски комунистически сили да управляват Румъния (за разлика от съседната България) и оставят на власт монархическите, но готови на съглашателство със СССР политически и военни кръгове, които управляват държавата по време на участието и във войната против Германия 1944 – 1945 г. В Румъния в резултат на ескалация на вътрешнополитическата ситуация след няколко демонстрации на комунистически групи, които са разстреляни от румънските кралски въоръжени сили като компромис е организирано коалиционно правителство начело с лидера на селската партия д-р Петру Гроза през март 1945 г. С помощта на съветските окупационни сили в РКП като кадри се настаняват съветските румънци – повечето с произход от румънското малцинство в Украйна, които до 1944 г. са съветски граждани, като местните кадри на комунистите са сложени на заден план и успява да изпрати крал Михай I в изгнание и да установи комунистически режим през 1948 година. Лидера на комунистите в Румъния Георге Георгиу-Деж се съгласява основа на кадровото ядро на партията да са внесените от СССР тамошни румънци. В партията част от тези кръгове е и евейското лоби в нея начело с Ана Паукер. След идването през 1965 г. на власт на Николае Чаушеску постепенно кадрите в РКП внесени от СССР 1944 г. са изтикани и на тяхно място са сложени кадри верни на Чаушеску и привърженици на линията на самостоятелния румънски комунистически път представен от Чаушеску. Отначало играеща доминираща роля, партията постепенно се превръща в единствената управляваща сила в Румъния чак до промените от 1989 година.
През 1947 година Комунистическата партия поглъща голяма част от Социалдемократическата партия и същевременно привлича различни нови членове. В началото на 50-те доминиращото крило на РКП, ръководено от Георге Георгиу-Деж и подкрепяно от Йосиф Сталин, побеждава всички други фракции и поема пълен контрол върху партията и страната. След 1953 година румънските комунисти не предприемат стъпки в посока на десталинизация и вместо това създават собствена теория за румънския път към комунизма. Тези националистически и национал-комунистически позиции са продължени под ръководството на Николае Чаушеску. След кратък период на либерализация в края на 60-те години, Чаушеску отново започва да налага изключително суров режим. Членската маса на партията рязко и изкуствено се увеличава, а партията става изцяло зависима от волята на генералния секретар и вожд Чаушеску.
Комунистическата партия координира няколко организации по време на съществуването си, включително Съюза на комунистическата младеж, и организира обучението на кадрите си в академията Щефан Георгиу. Освен „Скънтея“, официална платформа и основен вестник от 1931 до 1989 година, партията издава няколко местни и национални печатни издания.